# Надежда (Ростовська область)
Наде́жда (рос. Надежда) — селище в Матвієво-Курганському районі Ростовської області Росії. Входить до складу Алексєєвського сільського поселення.

## Географія
Географічні координати: 47°38' пн. ш. 38°50' сх. д. Часовий пояс — UTC+4.
Відстань до районного центру, селища Матвієв Курган, становить 9 км. Через селище протікають річки Кринка та Міус.

### Урбаноніми
- вулиці — Міуська, Молодіжна, Жовтнева, Першотравнева, Радянська[2].

## Населення
За даними перепису населення 2010 року на території селища проживало 881 особа. Частка чоловіків у населенні складала 47,1 % або 415 осіб, жінок — 52,9% або 466 осіб.